# Conférencier

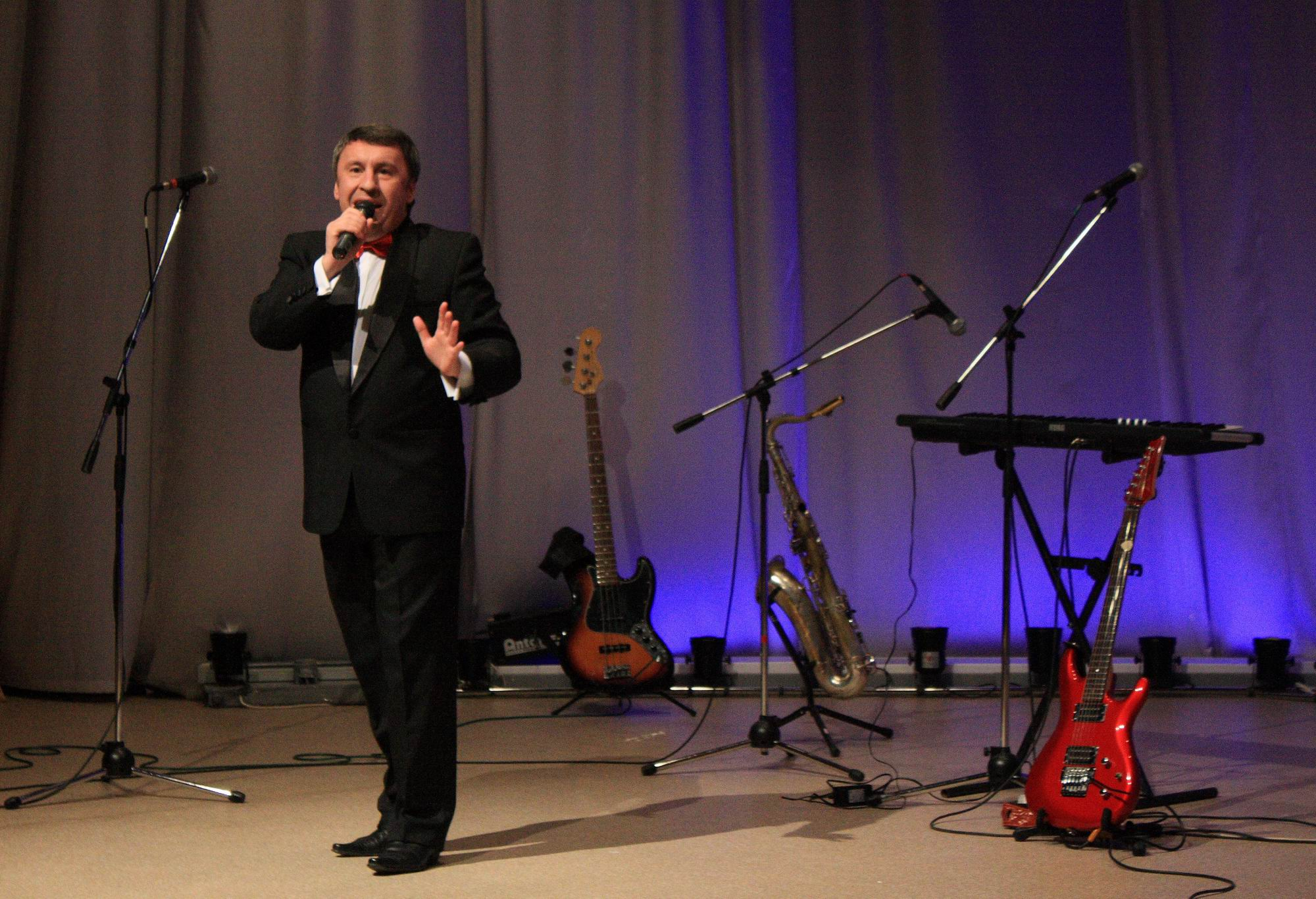
Conférencier

Ein Conférencier [kõferã'sie:] (weibliche Form: Conférencière, im Deutschen auch Conférencieuse; französisch „Redner“, „Vortragender“) oder im Englischen Master of Ceremonies (weibliche Form: Mistress of Ceremonies; abgekürzt MC oder emcee; englisch „Zeremonienmeister“) ist ein unterhaltender Ansager in Varietés, Kabaretten, Revuen, Shows, Fernseh- oder Hörfunkprogrammen und bei Veranstaltungen. Neben seiner moderierenden Funktion trägt er auch selbst Anekdoten, Gedichte oder Chansons vor. Darin unterscheidet er sich vom Moderator, bei dem diese eigenen Beiträge fehlen. Eine bekannte Darstellung eines Conférenciers findet sich in dem Musical Cabaret, die Joel Grey im gleichnamigen Film von 1972 verkörperte.
Ihren Bedeutungshöhepunkt erreichten die Conférenciers in den 1920er und 1930er Jahren zur Blütezeit der Kabarette, Varietés und Revuen. In Österreich entwickelte sich im Kabarett der 1920er-Jahre durch Karl Farkas und Fritz Grünbaum die Doppelconférence. Erfolgreiche Conférenciers waren beispielsweise Willy Schaeffers, der Humorist Heinz Erhardt oder die Showmaster Peter Alexander, Rudi Carrell, Peter Frankenfeld, O. F. Weidling, Heinz Quermann, Jonny Buchardt, Heinz Conrads, Hans-Joachim Kulenkampff und Helga Hahnemann. Harald Schmidt etwa gab in einem Interview auf die Frage nach seiner Berufsbezeichnung „Conférencier“ an.